# Fashion Cube
Fashion Cube, stylisé en « FashionCube » ou « Fashion3 », est un groupe français de marques prêt-à-porter basé à Roubaix, dans le département du Nord et issu de la fusion en décembre 2020 des entreprises Happychic et Oosterdam Group.
Fashion Cube réunit les marques françaises Brice, Jules, BZB (anciennement Bizzbee), Pimkie, Rouge Gorge, Orsay. Le groupe fait partie de l'Association familiale Mulliez (AFM).

## Historique
L'entreprise Happychic est née d'une volonté de rapprocher les filiales et sociétés sœurs de Camaieu Homme devenue Jules afin d'adopter une structure de gouvernance partagée. Cette structure a aussi pour principal but de rationaliser les coûts en mutualisant certaines fonctions.
En 2011, ce rapprochement se concrétise par une installation dans un siège commun.
En juillet 2018, suivant une source syndicale, 90 magasins devraient être fermés (466 postes sont concernés).
En septembre 2018, le projet de restructuration est officialisé avec l'annonce de 466 suppressions d'emploi, la fusion de Jules et Brice et le lancement d'une nouvelle enseigne à venir.
En janvier 2019, Happychic annonce se séparer de son entité La Gentle Factory, sa marque « Fabriqué en France » et écoresponsable. Christele Merter, qui l'avait crée au sein de Happychic en prend le contrôle.
En novembre 2020, l'Autorité de la concurrence valide la fusion des deux principaux groupes de prêt-à-porter de l'Association familiale Mulliez, Oosterdam (Pimkie, Grain de Malice et Rouge Gorge) et HappyChic (Jules, Brice et Bizzbee) pour créer « Fashion Cube ».
En mai 2021, le groupe Fashion Cube annonce la relocalisation de la production des jeans de ses six marques de prêt-à-porter dans une nouvelle usine qui sera implantée à Neuville-en-Ferrain, dans le département du Nord,. Fashion Cube a dépensé 3,5 millions d'euros et la région Nord 400 000. Le groupe prévoit d'ici 2025 d'y employer à terme « une centaine de la salariés et produira 410 000 jeans par an ». Le lieu est nommé « Denim Center » et les premières machines sont livrées fin 2021 pour une production prévue à partir de février de l'année suivante, d'abord pour la marque Jules puis Pimkie. Mais au premier trimestre 2023, la presse parle d'« un bilan mitigé » avec seulement 6 000 jeans fabriqués ; à cette date, d'autres initiatives de confection Made in France sont en projet pour l'enseigne Jules.

## Composition du groupe
En 2011, les enseignes d'Happychic comptent environ 612 points de vente répartis dans le monde entier sous les trois marques Brice, Bizzbee et Jules,.
Le groupe est structuré en six sociétés : Happychic (holding), Happychic Immo, Happychic Services, Happychic Stores, Happychic Logistique, Happychic Production International.

### Brice
L'enseigne Brice est créée en 1985 par Dominique Marcadé dans la ville du Mans. La chaîne est reprise en 2003 par l'Association familiale Mulliez (AFM). Brice rejoint en 2009 l'entreprise Happychic. En 2010, les équipes du siège de Brice quittent le Mans et intègrent les équipes de Happychic. Seul l'entrepôt est conservé au Mans, jusqu'à sa fermeture en avril 2019.

### Jules
L'enseigne Camaïeu Homme, créée en 1987, est rachetée par l'Association familiale Mulliez en 1996 avec une obligation de changer de nom. En mars 2000, elle change de nom pour se différencier de la marque Camaïeu destinée à l'habillement féminin et change de concept commercial. La ligne vestimentaire qui y est proposée s'inspire de tendances « sportswear » et « casual ». Le cœur de cible est les jeunes adultes urbains âgés de 20 à 35 ans. Depuis 2009, Jules est intégré dans Happychic.

### BZB (ex-Bizzbee)

Logo de l'enseigne Bizzbee jusqu'en 2022.

En 2005, Jules lance l'enseigne Bizzbee, destinée à l'habillement des adolescents et adolescentes avec un style décalé et tendance. Elle rejoint Happychic trois ans plus tard.
En janvier 2022, la marque roubaisienne Bizzbee devient « BZB ».

## Management
L'entreprise a créé la « nurserie des possibles », où l'ensemble des employés peuvent donner leur avis durant les séances de travail.